# Vanessa Chinitor
Vanessa Chinitor (* 13. Oktober 1976 in Dendermonde in der Provinz Ostflandern) ist eine belgische Sängerin.

## Leben und Wirken
Einem weiteren Publikum wurde Vanessa Chinitor im Jahre 1996 bekannt, als die an der Castingshow Ontdek De Ster Show, die vom Sender vtm veranstaltet wurde, teilnahm und ins Finale einzog. Daraufhin wurde 1998 ihre erste Single In al mijn dromen veröffentlicht. Im folgenden Jahr nahm sie mit dem Lied Like The Wind an der belgischen Vorentscheidung zum Eurovision Song Contest 1999 teil. Nach mehreren Halbfinalen stand sie nach dem Finale am 28. Februar 1999 als Siegerin fest und durfte Belgien beim internationalen Finale in Jerusalem vertreten. Sie erreichte mit 38 Punkten einen geteilten zwölften Platz. Im Nachhinein kritisiert sie, dass Politik vor allem ein Qualitätskriterium für die Länderpunkte seien. Eine niederländische Version wurde unter dem Titel Hoog op de wind veröffentlicht.
In der Folgezeit sind mehrere Singles erschienen, unter anderem When The Siren Calls 1999 und Verlangen 2000 und Je hart 2004. Zusammen mit Bart Kaëll wurde 2001 das Album Costa Romantica veröffentlicht. 2006 versuchte sie sich erneut an der belgischen Vorausscheidung zum Eurovision Song Contest, dem Eurosong '06. Mit dem Lied Beyond you qualifizierte sie sich aber in ihrem Viertelfinale nicht für einen Halbfinalsplatz.
Mit Een koffer vol dromen veröffentlichte sie 2009 ein neues Album.